# La Chapelle-Urée
La Chapelle-Urée is een gemeente in het Franse departement Manche (regio Normandië) en telt 122 inwoners (1999). De plaats maakt deel uit van het arrondissement Avranches.

## Geografie
De oppervlakte van La Chapelle-Urée bedraagt 4,6 km², de bevolkingsdichtheid is 26,5 inwoners per km².
De onderstaande kaart toont de ligging van La Chapelle-Urée met de belangrijkste infrastructuur en aangrenzende gemeenten.

## Demografie
Onderstaande figuur toont het verloop van het inwonertal (bron: INSEE-tellingen).

1. ↑  Populations de référence 2022.